# Frank Rinehart
Frank Albert Rinehart (Illinois, 12 februari 1861 - New Haven, Connecticut 17 december 1928) was een Amerikaans fotograaf. Hij werd vooral bekend door zijn foto's van Noord-Amerikaanse indianen.

## Leven en werk
Rinehart en zijn broer Alfred trokken in de zeventiger jaren van de 19e eeuw naar Denver, waar ze aan het werk gingen in de studio van fotograaf Charles Bohm. In 1881 gingen de broers een partnerschap aan met William Henry Jackson, die bekendstond om zijn foto's van het Wilde Westen. Rinehart trouwde met Jacksons receptioniste Anna en ze verhuisden in 1885 naar Omaha. Rinehart opende daar een eigen studio, waar hij zou werken tot zijn dood.
In 1898 vonden in Omaha tegelijkertijd een Indiaans Congres en de wereldtentoonstelling Trans-Mississippi and International Exposition plaats. Rinehart kreeg de opdracht beide gebeurtenissen op de gevoelige plaat vast te leggen. Hij zette met zijn assistent Adolp Muhr (hij zou later bij Edward Sheriff Curtis gaan werken) alle indiaanse chiefs van de 35 stammen die aan het congres deelnamen op de foto, waaronder Geronimo, White Buffalo en American Horse. Zij maakten gebruik van een tijdelijke studio op het expositieterrein. Na het congres reisden Rinehart en Muhr langs de reservaten om de leiders die niet op het congres aanwezig waren alsnog op de foto te zetten en andere aspecten van het leven van de indianen. Er zijn 809 glasnegatieven van Rineharts werk bewaard gebleven, die worden beheerd door de Haskell Indian Nations University.

## Galerij

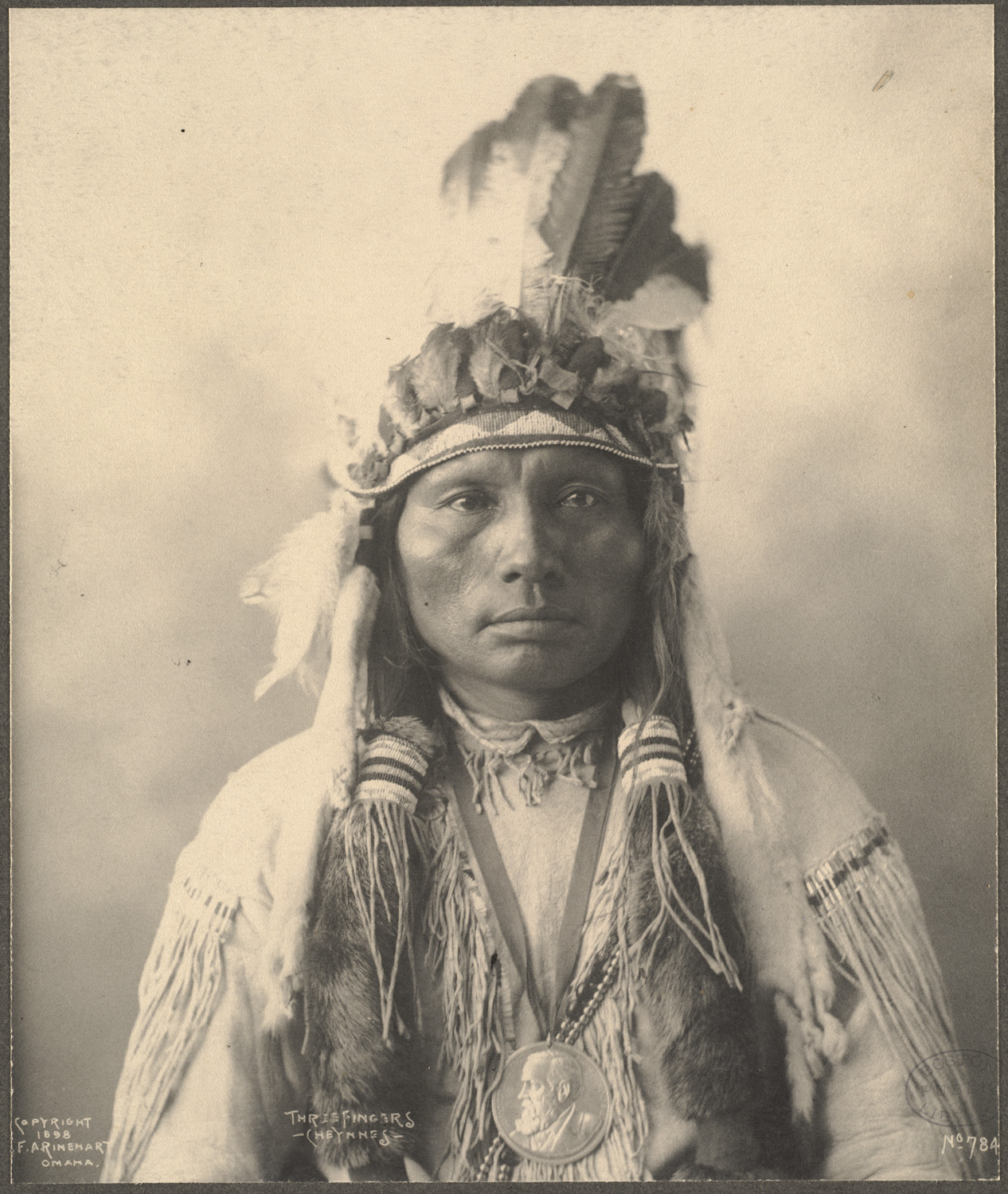
Three Fingers
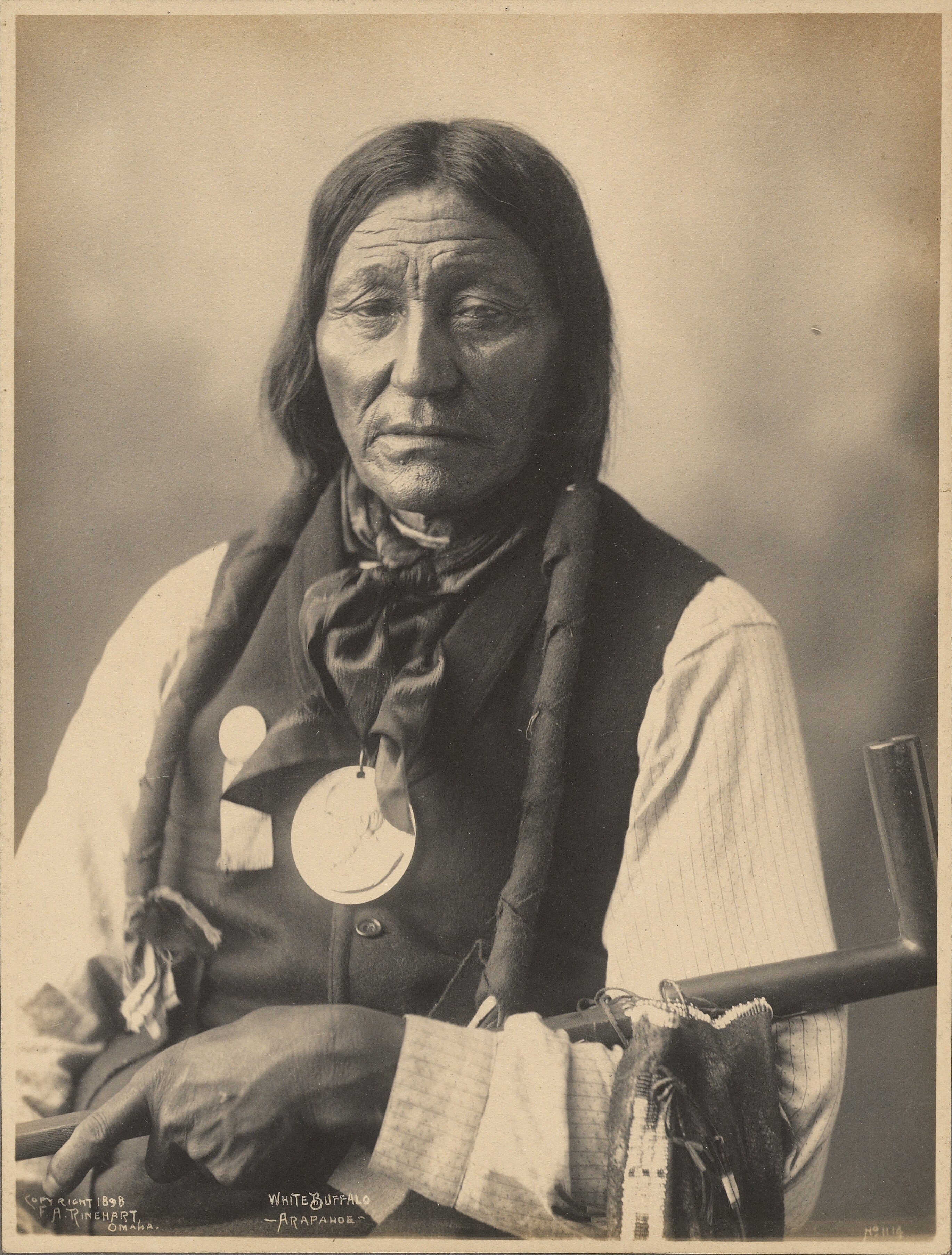
White Buffalo
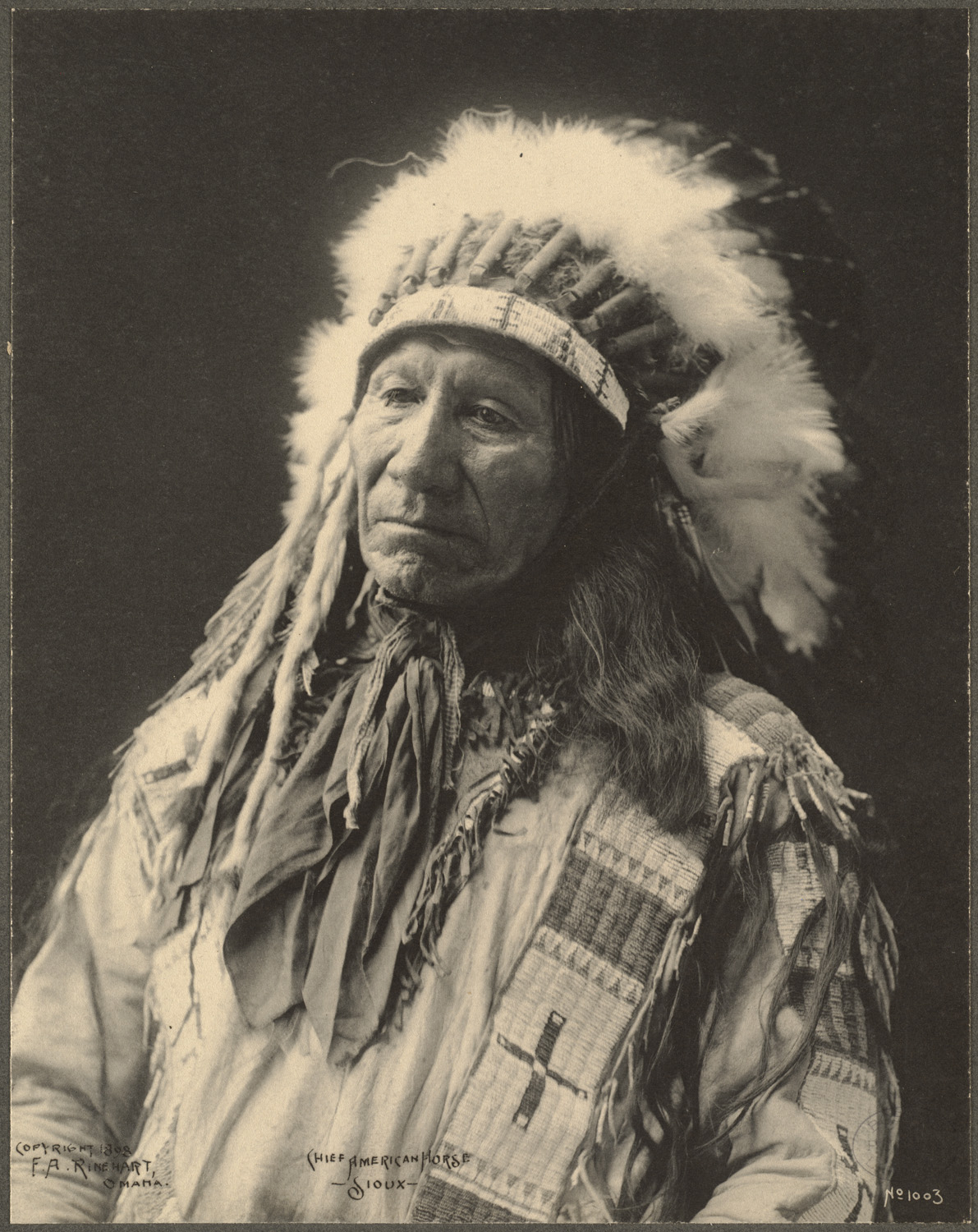
Chief American Horse

- Bibliothèque nationale de France: cb15019166f (data)
- Gemeinsame Normdatei: 124427294
- International Standard Name Identifier: 0000 0000 6662 460X
- KulturNav: 55c05b58-d2ad-475a-b226-51e2a1ba8753
- Library of Congress Control Number: n91102199
- Nederlandse Thesaurus van Auteursnamen: 175778868
- PIC: 1824
- RKD-Nederlands Instituut voor Kunstgeschiedenis: 385606
- Système universitaire de documentation: 115641602
- Union List of Artist Names: 500079371
- Virtual International Authority File: 47041392
- WorldCat: E39PBJbGQhbhrFPCF39MQgKjmd